# 프랜시스 보퍼트

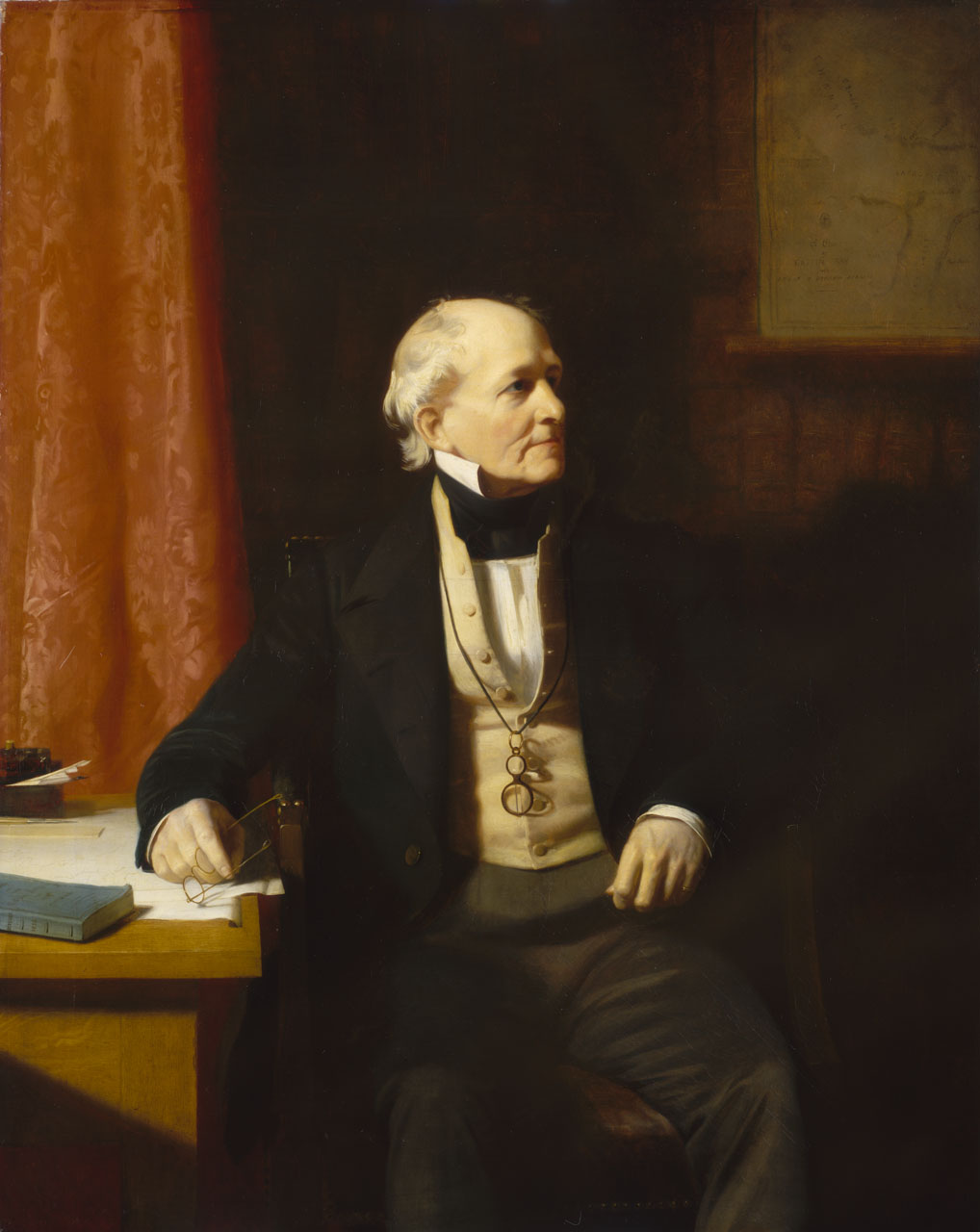
프랜시스 보퍼트

프랜시스 보퍼트 경(Sir Francis Beaufort, FRS, FRGS, 1774년 5월 27일, 아일랜드 미스주 내번 ~ 1857년 12월 17일)은 아일랜드의 수로학자이자 영국 해군 제독이다.
1829년부터 1855년까지 영국 해군의 수로학자로 재직하면서 보퍼트 풍력 계급을 고안하여 바람의 세기를 정량화시켰다.